# Assemblée parlementaire asiatique
- État membre
- Observateur

L'Assemblée parlementaire asiatique (APA) vise à promouvoir la paix dans la région asiatique.

## Histoire
L'Assemblée a été créée sous le nom d'Association des parlements asiatiques pour la paix en septembre 1999 à Dacca, au Bangladesh.
L'APA comprend 43  parlements membres et 30 observateurs en 2023.